# La médium Paquita
La médium Paquita est une bande dessinée espagnole illustrée par Francisco Ibáñez, appartenant à la franchise Mortadel et Filémon, éditée en 1986.

## Synopsis
Une bande de dangereux criminels fous qui veulent semer la destruction et le chaos commencent à commettre toutes sortes d'exactions. Pour les arrêter, Mortadel et Filémon auront l'aide de la médium Paquita, qui tentera d'anticiper les méfaits de la bande grâce à ses visions.

## Édition
La bande dessinée porte le label Bruguera Equip, créé par la maison d'édition Bruguera pour rentabiliser les personnages de Francisco Ibáñez en engageant des dessinateurs et des scénaristes anonymes qui produisaient des bandes dessinées à la pièce, après le départ d'Ibáñez de Bruguera. La bande dessinée est publiée en feuilleton dans la revue Mortadelo, nos 271 à 274. Elle est publiée en 1988 dans le no 320 M 7 de l'ancienne collection Olé et cesse d'être publiée lorsque Ibáñez reprend le contrôle de ses personnages.